# إيفان باردو
إيفان باردو (بالإسبانية: Iván Pardo)‏ (10 نوفمبر 1995 بسانتياغو في تشيلي - ) هو لاعب كرة قدم تشيلي في مركز الوسط. لعب مع نادي أوهيجينس.

## وصلات خارجية
- إيفان باردو على موقع قاعدة بيانات كرة القدم.إي يو (الإنجليزية)
- إيفان باردو على موقع Soccerway.com (الإنجليزية)
- إيفان باردو على موقع عالم كرة القدم.نت (الإنجليزية)
- إيفان باردو على موقع AS.com (الإسبانية)